# 菲爾普斯號驅逐艦 (DD-360)
菲爾普斯號驅逐艦（舷號DD-360）是一艘隸屬於美國海軍的驅逐艦，為波特級驅逐艦的五號艦。她以美國海軍少將湯姆士·菲爾普斯（Thomas Phelps）為名。
菲爾普斯號於1934年1月2日開始建造，在1935年7月18日下水，1936年2月16日服役。海試後菲爾普斯號先後在大西洋和太平洋服役。1941年日軍突襲珍珠港時，菲爾普斯號正在珍珠港內停泊，並用防空炮擊落了一架日軍飛機。1942年，菲爾普斯號跟隨艦隊參與珊瑚海海戰、中途島海戰和瓜島戰役，並在1943年參與阿圖島戰役和茅舍行動，協助盟軍重奪阿留申群島。1943年底菲爾普斯號調到中太平洋，先後支援馬金島戰役、瓜加林戰役、埃尼威托克戰役和塞班島戰役。1944年8月菲爾普斯號返回美國東岸改裝，隨後在地中海負責護航任務，直到戰爭結束。1945年11月6日菲爾普斯號退役，於1947年1月28日除籍，最後於同年8月10日出售拆解。
菲爾普斯號在二戰共獲得12枚戰鬥之星。